# 卡扎奇耶市镇
卡扎奇耶市镇（俄语：Муниципальное образование «Казачье»）是俄罗斯联邦伊尔库茨克州博汉区所属的一个市镇。其下辖有个居民点，行政中心为卡扎奇耶。据2016年统计，该市镇的人口为1589人。